# La gracia de Lucía
La gracia de Lucía (en italiano: Troppa grazia) es una película cómica italiana de 2018, dirigida por Gianni Zanasi. Fue seleccionada para la Quincena de realizadores, sección en el Festival de Cine de Cannes 2018.

## Reparto
- Alba Rohrwacher : Lucía
- Giuseppe Battiston
- Elio Germano
- Hadas Yaron
- Carlotta Natoli
- Michel Bouquet
- Teco Celio